# بيت شوكاية (كرخة)
بيت شوكاية (بالفارسية: بیت شوکایه) هي قرية تقع في إيران في قسم كرخة الريفي. يقدر عدد سكانها بـ 148 نسمة بحسب إحصاء 2016.